# Anton Erlacher
Anton „Toni“ Erlacher (* 10. Januar 1909 in München; † 12. März 1942 in der ASSR der Krim, Sowjetunion) war ein deutscher Holz-Bildhauer und Marionettenspieler.

## Leben
Anton Erlachers Vater war der Bildhauer Joseph Erlacher. Anton, genannt Toni, studierte Bildhauerei auf der Münchner Kunstgewerbeschule, dann auf der Münchner Akademie der bildenden Künste (AdbK) Bildhauerei, Eintritt Wintersemester 1933 mit der Matrikelnummer 00206. Das Atelier teilte er  mit seinem Vater in der Ungererstr. 22, München. Toni schnitzte Marionettenfiguren für das Theaterstück Eulenschloss – Ein mit unglaublicher Zauberei vermischtes Drama. Diese befinden sich wie sein künstlerischer Nachlass seit 1948 im Münchner Stadtmuseum. Bereits vor 1938 führte Toni das Theaterstück Eulenschloss auf, das Textbuch von Franz Graf von Pocci und das Gästebuch sind ebenfalls in seinen Unterlagen im Münchner Stadtmuseum. Die letzte Marionettenaufführung war am 4. April 1940, danach wurde er zum Militär eingezogen. Der Versuch, für Soldaten an der Front Marionettenspiele aufzuführen, scheiterte am Münchner Magistrat, ein Brief diesbezüglich wird im Stadtmuseum aufbewahrt. Am 12. März 1942 ist er im Alter von 33 Jahren als Gefreiter bei den Kämpfen auf der Krim gefallen, erhalten hat sich ein Foto seines Soldatengrabes auf der Krim. 1946 wurde posthum ein Beitrag Vom Wesen des Puppenspiels im  Theater-Almanach: kritisches Jahrbuch der Bühnenkunst veröffentlicht.

## Werk im öffentlichen Raum (Auswahl)
- 1930–31 ein lebensgroßes Kruzifix in der Kirche St. Sylvester in München, das in der Osterzeit im Altarraum aufgehängt wird.
- 1930–37 Marionettenfiguren für das Stück Eulenschloss, Text Graf Pocci. Alle Marionetten werden im Münchner Stadtmuseum aufbewahrt.